# Антракт (газета)
«Антра́кт» — газета, выходившая в Москве с 1866 по 1868 год.

## История
Театральная газета «Антракт» выходила в Москве еженедельно с 1866 по 1868 годы.
Ранее выпускалась под названием «Театральные афиши и антракт».
Всего было выпущено 113 номеров.
Издавал и редактировал газету владелец собственной типографии и московский откупщик афишной монополии И. И. Смирнов, Т. Рис, А. Пономарёв и другие.
«Антракт» представляла из себя театральную газету без определенной идейной программы. Из номера в номер помещались краткие обзоры театральных постановок Москвы, Санкт-Петербурга и крупнейших городов Западной Европы. Иногда печатались материалы о провинциальных театрах. Газета публиковала обзоры театральных отделов в зарубежной прессе, содержания иностранных театральных альманахов, повести, рассказы, анекдоты на сюжеты из жизни артистов.